# 早春のハーモニー
『早春のハーモニー』（そうしゅんのハーモニー）は、南沙織通算5枚目のスタジオ・アルバム。1972年12月21日発売。発売元はCBS・ソニー。

## 解説
LP帯コピー：好評!ヤングのテーマ早春篇
5枚目のシングル「哀愁のページ」の別バージョンと、6枚目のシングル「早春の港」のB面曲「魚たちはどこへ」、そして「早春の港」の原曲となった「ふるさとのように」を含む、5枚目のスタジオ・アルバム。演奏は "筒美京平とサウンド・ナウ・オーケストラ"。収録曲の大半はカバー曲であるが、従来のような洋楽のカバーは含まれておらず、そのため結果的に、全作曲が筒美京平による初のオリジナル・アルバムとなった。
35周年CD-BOX『Cynthia Premium』に収納された紙ジャケット盤には、アルバム未収録であった「早春の港」がボーナス・トラックとして収録された。
CDパッケージでの生産は中止されており、音楽配信でのみ購入が可能である。

## 収録曲

### オリジナル盤
- 全作詞: 有馬三恵子、作曲・編曲: 筒美京平（特記以外）

1. 哀愁のページ -早春篇-　
  - 5thシングル。冒頭の英語のセリフ、およびヴォーカルは別テイク。
2. ふるさとのように　
  - 「早春の港」の原曲。歌詞と編曲に若干の違いあり。
3. ひとりごと　
  - 編曲: 矢野誠
4. 冬物語
5. あの場所から
  - 作詞: 山上路夫、編曲: 高田弘
  - オリジナル歌唱: Kとブルンネン
6. 魚たちはどこへ　
  - 6thシングル「早春の港」のB面曲としてシングルカットされた。
7. ひまわりの小径　
  - 作詞: 林春生、編曲: 高田弘
  - オリジナル歌唱: チェリッシュ
8. ギターのような女の子　
  - 作詞: 橋本淳、編曲: 高田弘
  - オリジナル歌唱: 佐良直美
9. 恋のゆくえ　
  - 作詞: 岩谷時子、編曲: 矢野誠
  - オリジナル歌唱: 新藤恵美
10. 夢でいいから　
  - 作詞: 林春生、編曲: 矢野誠
  - オリジナル歌唱: いしだあゆみ
11. あふれる愛に　
  - 作詞: 橋本淳、編曲: 矢野誠
  - オリジナル歌唱: いしだあゆみ
12. 幸福ですか
  - 作詞: 阿久悠、編曲: 高田弘
  - オリジナル歌唱: 青山一也

### Cynthia Premium盤
1. 哀愁のページ -早春篇-
2. ふるさとのように
3. ひとりごと
4. 冬物語
5. あの場所から
6. 魚たちはどこへ
7. ひまわりの小径
8. ギターのような女の子
9. 恋のゆくえ
10. 夢でいいから
11. あふれる愛に
12. 幸福ですか
13. 早春の港 -Single-（ボーナス・トラック）
  - 作詞: 有馬三恵子、作曲・編曲: 筒美京平
  - 6thシングル。

## 発売履歴
- 1972年12月21日 - LP
- 1991年6月15日 - CD （CD選書）
- 2006年6月14日 - CD-BOX（紙ジャケット・高音質マスターサウンド）